# Háj u Duchcova
Háj u Duchcova (en allemand : Haan) est une commune du district de Teplice, dans la région d'Ústí nad Labem, en Tchéquie. Sa population s'élevait à 1 318 habitants en 2021.

## Géographie
Háj u Duchcova se trouve à 9 km à l'ouest de Teplice, à 25 km à l'ouest d'Ústí nad Labem et à 81 km au nord-ouest de Prague.
La commune est limitée par Hrob au nord et à l'est, par Jeníkov à l'est, par Duchcov au sud, et par Osek à l'ouest.

## Histoire
La première mention écrite de la localité date de 1203.

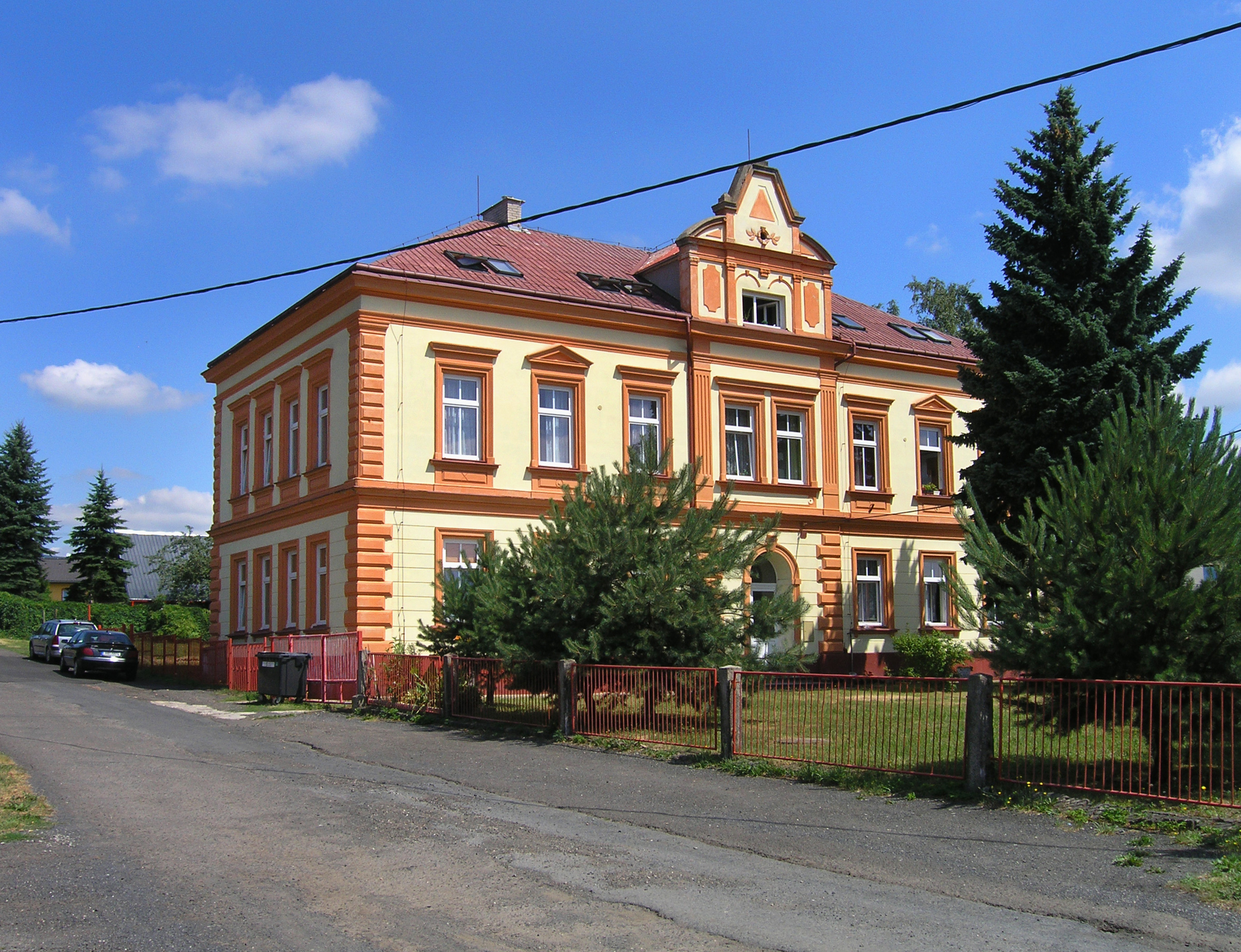
Ancienne école à Háj u Duchcova.

## Transports
Par la route, Háj u Duchcova se trouve à 10 km de Teplice, à 30 km d'Ústí nad Labem et à 101 km de Prague.